# Тадыкин, Алексей Витальевич
Алексей Витальевич Тадыкин (род. 25 августа 1994, Курай, Республика Алтай) — российский борец греко-римского стиля, чемпион и призёр чемпионатов России, мастер спорта России. Выступает в весовой категории до 63 кг. Воспитанник Горно-Алтайской СДЮШОР. На внутрироссийских соревнованиях представляет Алтайский край. Его наставниками были Равиль Галеев, Зиновий Матыев и Сергей Термишев. На чемпионате России 2021 года в Ростове-на-Дону Тадыкин стал чемпионом страны.

## Спортивные результаты
- Чемпионат России по греко-римской борьбе 2019 года — ;
- Чемпионат России по греко-римской борьбе 2021 года — ;